# San Isidro (Puebla de Lillo)
San Isidro es una localidad del municipio de Puebla de Lillo, provincia de León, en la Comunidad Autónoma de Castilla y León, España.

## Localidades limítrofes
Limita con las siguientes localidades:
- Al este con Isoba.
- Al sur con Villaverde de la Cuerna.
- Al oeste con el Puerto de San Isidro.
- Al norte con el parque natural de Redes.

## Demografía
Evolución de la población
| Gráfica de evolución demográfica de San Isidro entre 2000 y 2018   |
|                                                                    |
| Población de derecho (2000-2018) según el padrón municipal del INE |